# Kabinet-Vranitzky II
De Oostenrijkse Bondsregering-Vranitzky II was van 20 januari 1987 tot 18 december 1990 aan het bewind. Het kabinet was een coalitie van de Sozialistische Partei Österreichs (SPÖ) en de Österreichische Volkspartei (ÖVP) en stond onder leiding van bondskanselier Franz Vranitzky (SPÖ). Zijn vicekanselier was Alois Mock (ÖVP). Mock maakte echter op 24 april 1989 plaats voor Josef Riegler (ÖVP).

## Kabinet–Vranitzky II (1987–1990)
| Ambtsbekleder                                                   | Ambtsbekleder     | Ambtsbekleder                | Functie(s)                                                      | Ambtstermijn     | Ambtstermijn     | Partij(en) |
| --------------------------------------------------------------- | ----------------- | ---------------------------- | --------------------------------------------------------------- | ---------------- | ---------------- | ---------- |
|                                                                 | Franz Vranitzky   | Franz Vranitzky (1937)       | Bondskanselier                                                  | 16 juni 1986     | 28 januari 1997  | SPÖ        |
|                                                                 |                   | Alois Mock (1934–2017)       | Vicekanselier                                                   | 20 januari 1987  | 24 april 1989    | ÖVP        |
| Minister van Buitenlandse Zaken                                 | 5 mei 1995        | Alois Mock (1934–2017)       |                                                                 | 20 januari 1987  |                  | ÖVP        |
|                                                                 | Josef Riegler     | Josef Riegler (1938)         | Vicekanselier                                                   | 24 april 1989    | 1 juli 1991      | ÖVP        |
| Minister voor Administratieve Zaken en Bestuurlijke Vernieuwing | Josef Riegler     | Josef Riegler (1938)         | 22 oktober 1991                                                 | 24 april 1989    |                  | ÖVP        |
|                                                                 | Karl Blecha       | Karl Blecha (1933)           | Minister van Binnenlandse Zaken                                 | 23 mei 1983      | 1 februari 1989  | SPÖ        |
|                                                                 |                   | Franz Löschnak (1940)        | Minister van Binnenlandse Zaken                                 | 1 februari 1989  | 5 april 1995     | SPÖ        |
|                                                                 | Ferdinand Lacina  | Ferdinand Lacina (1942)      | Minister van Financiën                                          | 16 juni 1986     | 5 april 1995     | SPÖ        |
|                                                                 |                   | Egmont Foregger (1922–2007)  | Minister van Justitie                                           | 20 januari 1987  | 18 december 1990 | O          |
|                                                                 |                   | Robert Graf (1929–1996)      | Minister van Economische Zaken                                  | 20 januari 1987  | 24 april 1989    | ÖVP        |
|                                                                 | Wolfgang Schüssel | Wolfgang Schüssel (1945)     | Minister van Economische Zaken                                  | 24 april 1989    | 5 mei 1995       | ÖVP        |
|                                                                 |                   | Robert Lichal (1932)         | Minister van Defensie                                           | 20 januari 1987  | 5 november 1990  | ÖVP        |
|                                                                 |                   | Alois Mock (1934–2017)       | Minister van Defensie                                           | 5 november 1990  | 18 december 1990 | ÖVP        |
|                                                                 | Werner Fasslabend | Werner Fasslabend (1944)     | Minister van Defensie                                           | 18 december 1990 | 4 februari 2000  | ÖVP        |
|                                                                 |                   | Marilies Flemming (1933)     | Minister van Volksgezondheid                                    | 20 januari 1987  | 1 april 1987     | ÖVP        |
|                                                                 |                   | Franz Löschnak (1940)        | Minister van Volksgezondheid                                    | 1 april 1987     | 1 februari 1989  | SPÖ        |
|                                                                 | Harald Ettl       | Harald Ettl (1947)           | Minister van Volksgezondheid                                    | 1 februari 1989  | 2 april 1992     | SPÖ        |
|                                                                 |                   | Alfred Dallinger (1926–1989) | Minister van Sociale Zaken                                      | 10 oktober 1980  | 23 februari 1989 | SPÖ        |
| Minister van Arbeid                                             | 1 april 1987      | Alfred Dallinger (1926–1989) |                                                                 |                  | 23 februari 1989 | SPÖ        |
|                                                                 | Ferdinand Lacina  | Ferdinand Lacina (1942)      | Minister van Sociale Zaken                                      | 23 februari 1989 | 10 maart 1989    | SPÖ        |
| Minister van Arbeid                                             | Ferdinand Lacina  | Ferdinand Lacina (1942)      |                                                                 | 23 februari 1989 | 10 maart 1989    | SPÖ        |
|                                                                 |                   | Walter Geppert (1939)        | Minister van Sociale Zaken                                      | 10 maart 1989    | 18 december 1990 | SPÖ        |
| Minister van Arbeid                                             |                   | Walter Geppert (1939)        |                                                                 | 10 maart 1989    | 18 december 1990 | SPÖ        |
|                                                                 | Hilde Hawlicek    | Hilde Hawlicek (1942)        | Minister van Onderwijs                                          | 20 januari 1987  | 18 december 1990 | SPÖ        |
|                                                                 | Rudolf Streicher  | Rudolf Streicher (1939)      | Minister van Transport                                          | 16 juni 1986     | 2 april 1992     | SPÖ        |
|                                                                 | Josef Riegler     | Josef Riegler (1938)         | Minister van Landbouw                                           | 20 januari 1987  | 24 april 1989    | ÖVP        |
|                                                                 | Franz Fischler    | Franz Fischler (1946)        | Minister van Landbouw                                           | 24 april 1989    | 18 november 1994 | ÖVP        |
|                                                                 |                   | Marilies Flemming (1933)     | Minister voor Jeugd, Gezin en Milieu                            | 20 januari 1987  | 5 maart 1991     | ÖVP        |
|                                                                 | Hans Tuppy        | Hans Tuppy (1924)            | Minister voor Wetenschap en Onderzoek                           | 20 januari 1987  | 24 april 1989    | ÖVP        |
|                                                                 | Erhard Busek      | Erhard Busek (1941–2022)     | Minister voor Wetenschap en Onderzoek                           | 24 april 1989    | 30 november 1994 | ÖVP        |
|                                                                 |                   | Heinrich Neisser (1936)      | Minister voor Administratieve Zaken en Bestuurlijke Vernieuwing | 1 april 1987     | 24 april 1989    | ÖVP        |

Renner · Figl I · Figl II · Figl III · Raab I · Raab II · Raab III · Raab IV · Gorbach I · Gorbach II · Klaus I · Klaus II · Kreisky I · Kreisky II · Kreisky III · Kreisky IV · Sinowatz · Vranitzky I · Vranitzky I · Vranitzky III · Vranitzky IV · Vranitzky V · Klima · Schüssel I · Schüssel II · Gusenbauer · Faymann I · Faymann II · Kern · Kurz I · Bierlein · Kurz II · Schallenberg · Nehammer · Stocker